# Кошевая Марина Володимирівна
Кошевая Марина Володимирівна (рос. Марина Владимировна Кошевая; нар. 1 квітня 1960) — російська плавчиня.
Олімпійська чемпіонка 1976 року.